# Bredselet, Norrbotten
Bredselet är en sjö i Älvsbyns kommun i Norrbotten och ingår i Piteälvens huvudavrinningsområde. Sjön har en area på 1,18 kvadratkilometer och ligger 44,3 meter över havet. Bredselet ligger i Piteälven Natura 2000-område. Sjön avvattnas av vattendraget Piteälven.

## Delavrinningsområde
Bredselet ingår i det delavrinningsområde (731168-171173) som SMHI kallar för Utloppet av Bredselet. Medelhöjden är 169 meter över havet och ytan är 10,67 kvadratkilometer. Räknas de 646 avrinningsområdena uppströms in blir den ackumulerade arean 8 942,72 kvadratkilometer. Avrinningsområdets utflöde Piteälven mynnar i havet. Avrinningsområdet består mestadels av skog (68 procent). Avrinningsområdet har 1,56 kvadratkilometer vattenytor vilket ger det en sjöprocent på 14,6 procent.